# وادي الطوقي
وادي الطَّوقي هو أحد أودية شبه الجزيرة العربية، ويقع  ضمن حدود السعودية شمال شرق مدينة الرياض. يبلغ طول الوادي 110 كم ومتوسط انحداره 0,2 م / كم. وينبع من خشم الطوقي الواقع في العرمة، ويصب في الدهناء. من أهم روافده وادي العمياء، ووادي حميم.